# Camrasiconops ater
Camrasiconops ater är en tvåvingeart som först beskrevs av Camras 1961.  Camrasiconops ater ingår i släktet Camrasiconops och familjen stekelflugor. Inga underarter finns listade i Catalogue of Life.